# Жольт
Жольт (Золт, Шолт, Зольта, Зулта, Залтас, Золтан, Зольтан; ок. 896—948/949) — правитель венгров (великий князь) в 907—946/947 годах. Младший сын вождя Арпада. Унаследовал титул великого князя после смерти отца, но в 946/947 году по неизвестным причинам отрёкся от власти. Таким образом, Жольт носил титул правителя венгров бо́льшую часть своей жизни. На его правление пришёлся пик набегов венгров на разные регионы Центральной и Западной Европы.

## Биография

### Венгрия в правление Жольта

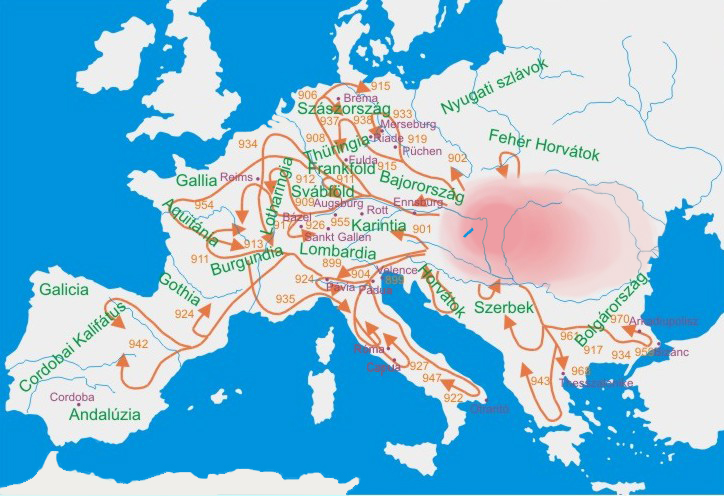
Набеги венгров на страны Европы в X веке.
Красным цветом обозначена территория расселения венгров.

Сведения по истории венгров в X веке слишком скудны и отрывочны. Поэтому многие её события могут быть восстановлены лишь гипотетически и представляют собой скорее логические выводы, нежели бесспорные факты. Так, например, переход княжеской власти к младшему сыну Арпада в обход троих или даже четверых его братьев позволяет предположить, что никого из них уже не осталось в живых ко времени смерти их отца. А то, что произошло это в 907 году — в год решающего сражения венгров с баварцами при Братиславском замке, в свою очередь, наводит на мысль о том, что Арпад и его старшие сыновья могли погибнуть в этом сражении. Маркграф Баварии Луитпольд хотел прекратить грабительские нападения венгров на немецкие земли, но проиграл сражение и погиб. Страны Европы — вплоть до Южной Италии и Испании — надолго оказались беззащитными перед разбойничьими набегами, которые сами венгры называли «kalandozások» («странствия») и считали неотъемлемой частью своей пока ещё полукочевой жизни. После смерти Арпада Венгерская орда, окончательно закрепившая за собой территории бывшей Паннонии и Трансильвании, утратила прежнее единство и снова распалась на изначально составившие её племена и кланы. Титул великого князя, унаследованный Жольтом, оставался скорее номинальным. Ослабление княжеской власти отчасти может быть объяснено ещё и тем обстоятельством, что новый князь венгров в 907 году был ещё ребёнком.

### «Странствия» венгров в правление Жольта

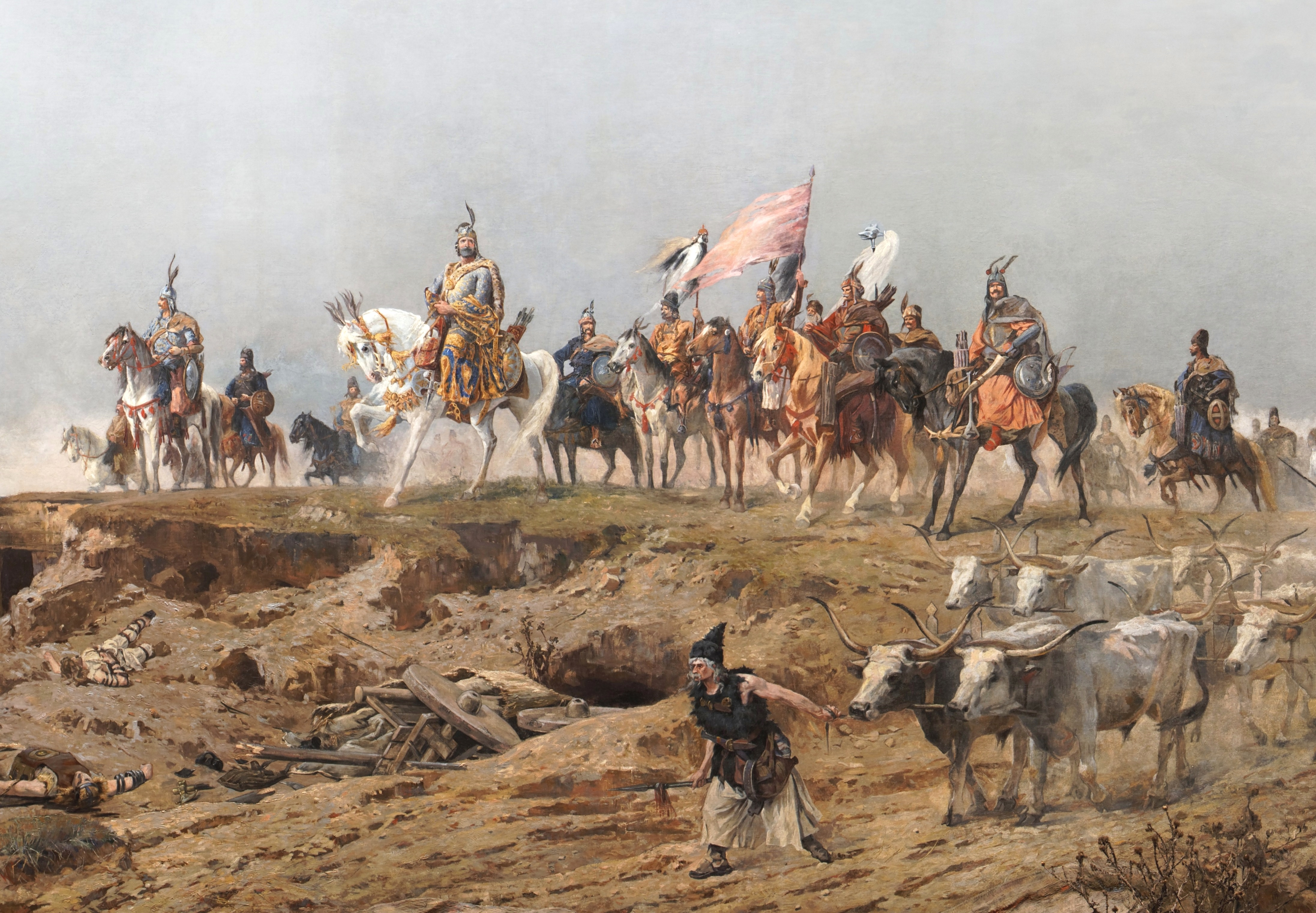
Фрагмент круговой панорамы «Honfoglalás» (Обретение Родины).

Жертвами разбойничьих рейдов венгров чаще всего становились Германия и Византия. В 924 году венгры нанесли тяжелое поражение германскому королю Генриху I Птицелову, но один из их главных военачальников при этом попал в плен к немцам. Через его посредничество Генрих Птицелов смог заключить с венграми 9-летнее перемирие, обязавшись выплачивать ежегодную дань. Обе стороны честно выполняли условия договора, но Генрих I в полной мере использовал предоставленную ему передышку для укрепления обороноспособности своего королевства: создал мощную тяжелую кавалерию, построил вдоль границы сторожевые крепости-бурги. Ровно через 9 лет посланные в Германию за данью венгерские послы возвратились ни с чем. Вторгшийся в Германию передовой карательный отряд мадьяр был разбит Генрихом у совр. Мерзебурга (в битве при Риаде (933)), главные силы венгров, столкнувшись с армией Генриха I, не приняли боя и бежали. Однако эта победа не смогла полностью избавить Германию от венгерской опасности. Уже в 937 году венграм удалось пробиться через Франконию, Швабию и Лотарингию до самой Франции. Впрочем, поражение от немцев убедило венгров в том, что более легкую добычу они смогут найти не на севере, а на юге, в Византии. В царствование Болгарского царя Симеона Великого (893—927) венгры старались поддерживать союзнические отношения с Византией, поскольку Болгария была их общим, и довольно опасным, врагом. Но после смерти царя Симеона Болгария ослабела и вынуждена была заключить мир с Византией, и венгерско-византийский союз распался. В 934 году венгры совершили набег на Византийскую Фракию. Результатом стало заключение с Империей 9-летнего перемирия, аналогичного предыдущему перемирию с немцами. И на этот раз венгры так же добросовестно исполняли условия мирного договора, не забывая забирать оговорённые ежегодные «подарки». Но византийцы, коими правил в это время узурпатор Роман I Лакапин, оказались беспечнее немцев, и потому в 943 году последовало новое разорение Фракии и продление мирного договора с выплатой дани ещё на пять лет.

### Преемники Жольта
Жольт был язычником и потому мог иметь несколько жен и, соответственно, много детей. Но в истории сохранились упоминания только об одной жене и об одном сыне Жольта. Ещё при жизни отца Арпада Жольт женился на дочери Мен-Марота — довенгерского правителя княжества, располагавшегося, скорее всего, на территории будущего комитата Бихар. Таким образом, можно говорить об относительно мирном вхождении княжества Мен-Марота в состав будущего Венгерского государства. Единственным известным сыном Жольта был Такшонь, который, как считалось, унаследовал титул своего отца после его отречения. Однако в некоторых средневековых хрониках перед именем Такшоня встречается имя другого венгерского князя — Файса (Фаличи), отцом которого был третий (или четвёртый) сын Арпада Юташ.